# 我们的青春，在台湾
《我們的青春，在台灣》（英語：Our Youth in Taiwan），是2019年4月12日公開上映的台灣纪录片，由傅榆執導。

## 影片介紹
以太陽花學運和其他社會、政治運動為故事背景。该片以台湾学运领袖陳為廷与在台中國留学生蔡博艺为拍摄对象，導演傅榆本人也是旁白和入鏡被紀錄者。該片也獲得2018年第20屆台北電影獎最佳紀錄片、第55屆金馬獎最佳紀錄片等獎項，並入圍第55屆金馬獎最佳剪輯。

## 播映

### 台灣
2019年4月10日，本片特地選於當年318太陽花學運退場日舉辦台灣首映，主持人視網膜幽默開場外，到場包含導演李惠仁、律師邱顯智、滅火器主唱楊大正都站台力挺，導演傅榆致詞時還激動落淚。

### 海外
2019年5月22日，本片於美國國會山莊雷伯恩辦公大樓的眾議院外交委員會聽證會會議室播映。文化部長鄭麗君、史蒂夫·夏波、前美國國務院負責亞太經濟合作會議（APEC）的資深官員王曉岷（Robert Wang）、北卡羅來納州戴維森學院的東亞政治學教授任雪麗（Shelley Rigger）都到場觀看。
| 國家/地區 | 城市               | 日期           |
| 美国      | 華盛頓哥倫比亞特區 | 2019年5月22日  |
| 美国      | 華盛頓哥倫比亞特區 | 2019年5月23日  |
| 美国      | 紐澤西             | 2019年5月24日  |
| 美国      | 紐約               | 2019年5月25日  |
| 美国      | 波士頓             | 2019年5月27日  |
| 加拿大    | 多倫多             | 2019年5月29日  |
| 荷蘭      | 烏特勒支           | 2019年6月1日   |
| 法國      | 巴黎               | 2019年6月2日   |
| 德国      | 波琴               | 2019年6月6日   |
| 德国      | 漢堡               | 2019年6月9日   |
| 德国      | 柏林               | 2019年6月12日  |
| 爱尔兰    | 都柏林             | 2019年6月14日  |
| 德国      | 慕尼黑             | 2019年6月16日  |
| 德国      | 圖賓根             | 2019年6月17日  |
| 英国      | 倫敦               | 2019年6月18日  |
| 英国      | 曼徹斯特           | 2019年6月22日  |
| 英国      | 愛丁堡             | 2019年6月23日  |
| 美国      | 匹茲堡             | 2019年7月11日  |
| 香港      | 香港               | 2019年8月22日  |
| 香港      | 香港               | 2019年8月23日  |
| 日本      | 東京               | 2020年10月31日 |

## 爭議

### 金马奖获奖感言事件
中國导演張藝謀受邀頒發「最佳新導演」時稱「這麼多年輕導演的作品，代表著中國電影的希望！」，引起許多台湾網友不滿。最佳紀錄片获奖作品《我們的青春，在台灣》导演傅榆上台发表得奖感言时說“希望我们的国家可以被当成一个真正独立的个体来看待，是我身为一个台湾人最大的愿望。”台下響起熱烈掌聲。被认为是台灣独立倾向的言论，引发各種熱议。上屆影帝們上台为最佳女主角頒奬時，表示「特別榮幸再次來到『中國台灣』金馬獎頒獎」，「我感到了兩岸一家親」，台下亦响起热烈掌声，被媒体視為「回懟」傅榆，也引起爭議。最后颁发最佳劇情長片奖时，原本计划与李安共同颁奖的巩俐未上台。李安独自上台后再次问道：“巩俐，你不上来跟我颁奖吗？我想你宁愿跟同志们坐在一起是不是？”巩俐仅微笑回应。

## 獎項
| 年份 | 评奖名称         | 奖项                 | 提名者 | 結果 |
| ---- | ---------------- | -------------------- | ------ | ---- |
| 2018 | 2018年台北電影節 | 台北電影獎最佳紀錄片 | 不適用 | 獲獎 |
| 2018 | 第55屆金馬獎     | 最佳剪輯             | 傅榆   | 入圍 |
| 2018 | 第55屆金馬獎     | 最佳紀錄片           | 不適用 | 獲獎 |

## 外部連結
- 我们的青春，在台湾的Facebook專頁
- 互联网电影数据库（IMDb）上《我们的青春，在台湾》的资料（英文）